# U-432
O Unterseeboot 432 foi um submarino alemão do Tipo VIIC, pertencente a Kriegsmarine que atuou durante a Segunda Guerra Mundial. Foram construídos 568 submarinos da mesma classe entre os anos de 1938 e 1944.
Em seus 23 meses de operação o U-432 afundou e danificou 19 navios mercantes e 3 navios pesqueiro totalizando 84 997 toneladas de arqueação. Colocou a pique em 11 de março de 1943 o contra-torpedeiro HMS Harvester (H-19) da Marinha Real Britânica. Atingiu o navio de guerra com dois torpedos, na sequencia o submarino foi seriamente danificado por cargas de profundidade, metralhado quando subiu a superfície e afundado quando a corveta Aconit (1941-1947) colidiu com o submarino. Os sobreviventes em número de 20 foram recolhidos pelo Aconit que navegava sob a bandeira da França Livre, 26 tripulantes morreram inclusive o capitão Hermann Eckhardt (1916-1943). Na corveta estavam os 60 sobreviventes do HMS Harvester (H-19) assim como 4 sobreviventes do submarino U-444 que foi afundado na mesma batalha naval. Todos foram levados para Greenock na Escócia.

## Características técnicas
O U-432 pertenceu a classe de u-boot Tipo VIIC. Com os primeiros submarinos sendo comissionados no início da Segunda Guerra Mundial esta classe de submergíveis foi a maior a ser produzida em todos os tempos. A família de barcos em que o U-432 estava incluído permitiu que a Kriegsmarine, comandada na época pelo Grande almirante Karl Doenitz (1891-1980), atuasse no Atlântico Norte causando significativo prejuízo ao esforço de guerra dos Aliados, afundando navios e interrompendo o fornecimento de provisões e armamentos.
Este tipo de barco foi produzido por 15 estaleiros diferentes utilizando projetos desenvolvidos pela NV Ingenieurskantoor voor Scheepsbouw. A empresa de fachada foi instalada na Holanda em 1922 após o término da Primeira Guerra Mundial pelos estaleiros de origem alemã F. Krupp Germaniawerft, AG Vulcan Stettin e AG Weser a fim de burlar as restrições de manutenção e desenvolvimento de submarinos impostas pelo Tratado de Versalhes.
O Tipo VIIC foi uma evolução do Tipo VIIB, sendo maior e mais pesado, e como consequência com uma velocidade um pouco menor que o seu antecessor. O aumento de espaço interno foi uma necessidade para acomodar um novo tipo de sonar que passou a equipar os U-boot, e fez com que o seu casco fosse alongado.

### Dimensões
O U-432 com casco duplo tinha um comprimento total de 67,1 m, boca de 6,18 m e altura de 9,55 m. O casulo interno que ficava sob pressão quando o u-boot submergia media 49,4 m de comprimento por 4,7 m de altura e nesse espaço ficavam alojados os 46 tripulantes, sendo 4 oficiais graduados. A espessura do casco sob pressão media 18,5 mm. O barco deslocava 769 m³ de água na superfície e 871 m³ quando submerso.
O submarino quando na superfície precisava uma lâmina d'água superior a 4,74 m. Foi projetado para navegar submerso em profundidade máxima de 165 m. A profundidade calculada de colapso do casco ficava entre 250-280 metros.

### Autonomia

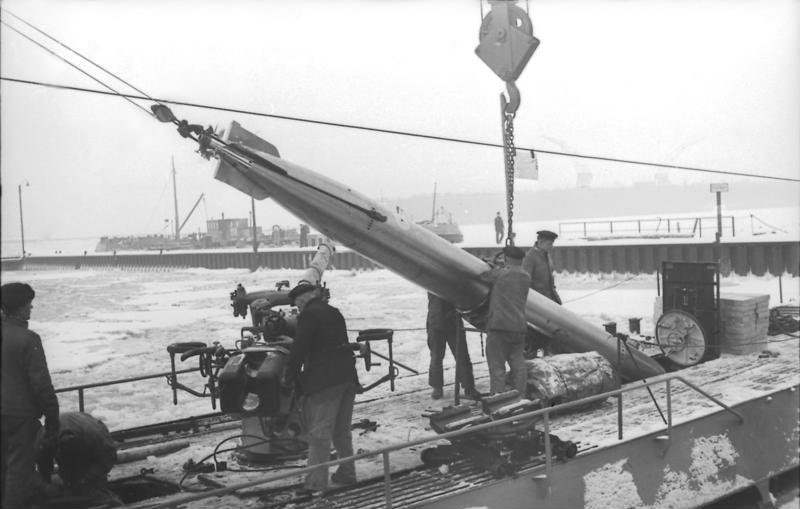
Reposição de torpedos e Canhão de 88 mm.

Os tanques de diesel conforme projeto do barco, tinham a capacidade para receber 113,47 t de combustível. Um artifício usado para aumentar a capacidade de armazenamento era encher os tubos de torpedo 1 e 3 de combustível, elevando para 121,5 t o total de diesel no início das patrulhas. O combustível extra era transferido para os tanques conforme disponibilidade de espaço, liberando os tubos de torpedos. O diesel, segundo relatos dos tripulantes aprisionados após o afundamento do submarino, era de boa qualidade e originário da Romênia.
O barco era movimentado na superfície por dois motores diesel fabricados pela Wumag Waggon und Maschinenfabrik AG, Goerlitz, sob licença Krupp, cada um deles com 6 cilindros, potência de 1 400 cv, alcançando 470-490 rpm. Submerso o submarino era movimentado por dois motores elétricos fabricados pela Siemens (Siemens Aktiengesellschaft), cada um deles com, potência de 375 cv, alcançando 295 rpm. Os motores elétricos eram alimentados por dois grupos de baterias de 62 células com capacidade de 9 160 A/h, que por sua vez eram carregados pelos motores diesel quando em funcionamento navegando na superfície. Estes motores movimentavam duas hélices de três pás com 1,62 m de diâmetro. Um leme duplo direcionava a embarcação.
O U-432 tinha autonomia de 8 500/8 550 mm a 10 nós e
3 250/3 450 mn a 17 nós navegando na superfície, imerso ele alcançava 80 mn a 4 nós e 120 mn a 2 nós. Em emergência o barco podia mergulhar em 25-30 segundos.
Quando necessário o ar do submarino era purificado com filtros que utilizavam cartuchos com potássio.

### Armamento
Os tubos lança-torpedos tinham 53,3 centímetros de alma e estavam localizados quatro na proa e um na popa. O barco podia levar 14 torpedos por patrulha. Para ataques na superfície o submarino contava com uma metralhadora anti-aérea calibre 20 mm e um Canhão de 88 mm instalado avante no convés, carregava para estas armas 250 e 4 380 cartuchos respectivamente.

## Comandantes
O capitão Heinz-Otto Schultze (1915-1943) esteve no comando do navio por 270 dias dos 296 dias em que o barco esteve em ação. Pelo seu sucesso a frente do barco foi condecorado com a Cruz de Ferro de 1ª classe (1941) e com a Cruz de Cavaleiro da Cruz de Ferro (1942).
| Comandante                 | Período                                     |
| -------------------------- | ------------------------------------------- |
| Kptlt. Heinz-Otto Schultze | 26 de abril de 1941 - 15 de janeiro de 1943 |
| Kptlt. Hermann Eckhardt    | 16 de janeiro de 1943 - 11 de março de 1943 |

## Operações

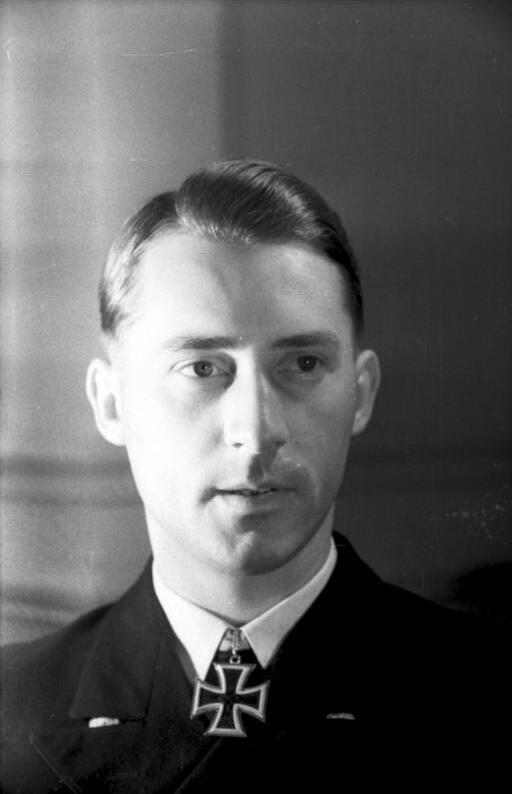
Kapitänleutnant (KptLt/KL) Heinz-Otto Schultze.

Em sua carreira, o submarino participou de oito patrulhas, sempre subordinado a 3ª Flotilha de Unterseeboot da Kriegsmarine.
Em 15 de fevereiro de 1942, quando em patrulha na costa leste dos Estados Unidos, afundou o navio mercante Buarque (5 152 toneladas) de bandeira brasileira com dois torpedos. O ataque aconteceu a 30 milhas a sudoeste do Cabo Hatteras que fica no litoral do estado norte-americano da Carolina do Norte. Os 74 tripulantes e 11 passageiros, com exceção de um que faleceu, sobreviveram e foram salvos por embarcações da Guarda Costeira, Marinha dos Estados Unidos e um navio petroleiro. Três dias depois, na mesma região o também brasileiro Olinda (4 053 toneladas), foi parado por um tiro de canhão, os tripulantes após abandonar o navio foram interrogados, e posteriormente o navio foi bombardeado e afundado. Todos os 46 tripulantes foram resgatados pelo contratorpedeiro USS Dallas (DD-199). Foram os dois primeiros navios brasileiros a serem afundados na Segunda Guerra, após o rompimento de relações diplomáticas com os países que compunham o Eixo.
O U-432 esteve sob ataque em três momentos:
- 17 de outubro de 1941

Durante o ataque ao Comboio SC 48 (5 - 22 de outubro de 1943), quando o U-432 foi o responsável pelo afundamento do petroleiro norueguês Barfonn e pelo cargueiro de bandeira grega Evros, o contratorpedeiro HMS Broadwater (H-81) e a corveta HMS Abelia (K-184) fizeram ataques com cargas de profundidade e danificaram o submarino, comprometendo os controles do leme e o funcionamento dos motores elétricos. A embarcação submergiu de forma involuntária a uma profundidade de 70 metros, após reparos de emergência retornou a patrulha.
- 2 de maio de 1942

O barco foi ligeiramente danificado após ataque aéreo quando em patrulha no Atlântico Norte.
- 11 de março de 1943

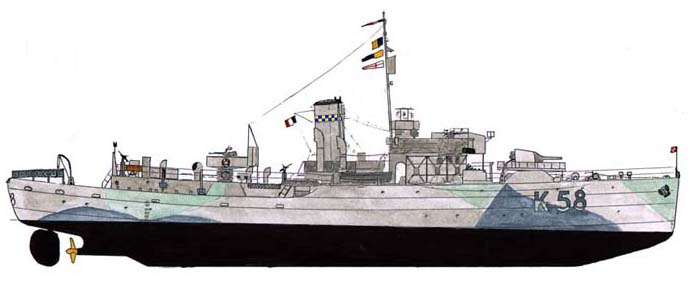
Desenho da corveta Aconit.

O Comboio HX 228 (28 de fevereiro - 15 de março de 1941) partiu do porto de Nova Iorque com destino a Liverpool navegando a uma velocidade média de 8,6 nós. Os 88 navios mercantes que faziam parte do comboio, eram protegidos por 8 navios de escolta além de cobertura aérea em parte do percurso. Cinco navios cargueiros, um contratorpedeiro e dois submarinos não retornaram a seus portos.
Na manhã de 11 de março, o U-432 surpreendeu o HMS Harvester (H-19), que estava imobilizado em consequência de danos sofridos após ter abalroado o Unterseeboot U-444. O contratorpedeiro foi rodeado por várias vezes, o submarino manteve a profundidade de periscópio, e disparou um torpedo de proa a uma distância de 600 metros e outro de pôpa a 700 metros, ambos atingiram o alvo, afundando o contratorpedeiro.
O U-432 permaneceu submerso, não adotando o procedimento padrão de vir a superfície após um ataque e não percebeu a aproximação da corveta Aconit que veio em socorro aos sobreviventes do HMS Harvester. O Aconit iniciou com sucesso um ataque com cargas de profundidade, danificando o submarino que foi ao fundo alcançando uma profundidade estimada de 310 metros, sendo obrigado a retornar a superfície após falha geral no sistema de iluminação principal, parada total dos motores elétricos e fogo seguido de explosão no quadro principal de força. O barco subiu lentamente a superfície, e foi dada a ordem de vestir coletes salva-vidas e preparar para abandonar o navio. Na superfície após a abertura da escotilha, o submarino foi metralhado pelo Aconit. Neste ataque vários tripulantes e o capitão Hermann Eckhardt morreram. Após o cessar fogo os demais tripulantes se jogaram ao mar, e o Aconit em uma tentativa de abordagem e aprisionamento do submarino, atingiu com seu casco o barco, ocasionando o seu imediato afundamento.

### Subordinação

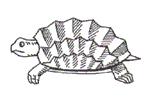
Insígnia da 3ª Flotilha de Unterseeboot.

A 3ª Flotilha de Unterseeboot, também conhecida como U-Flotilha "Lohs" uma homenagem ao comandante de submarino da Primeira Guerra Mundial Johannes Lohs (1889-1918), teve sob suas ordens 109 U-Boots entre eles o U-432.
A flotilha teve como base durante a Segunda Guerra, Kiel (março de 1941 - setembro de 1941) e La Pallice (outubro de 1941 - setembro de 1944).
| 26 de abril de 1941 - 1 de agosto de 1941 | 3ª Flotilha de Unterseeboot (treinamento da tripulação) |
| 1 de agosto de 1941 - 11 de março de 1943 | 3ª Flotilha de Unterseeboot (operação de guerra)        |

### Patrulhas
Em sua primeira patrulha o submarino partiu da Noruega, passando ao norte das Ilhas Feroe, costa da Islândia e Groelândia, atravessando o Mar Celta para aportar na costa oeste da França. Na viagem seguinte, passou novamente pelo Mar Celta, navegando em seguida pelo Atlântico Norte, retornando a França. Na terceira patrulha, foi feita em direção ao sul passando pela costa da Espanha e Portugal e chegando a sua última base La Pallice. Na quarta viagem atravessou o Atlântico Norte, chegando até a região central da costa leste dos Estados Unidos. Na patrulha seguinte que foi a sua mais longa permanência no mar, cruzou novamente o Atlântico, indo em direção ao Canadá. Na viagem de número sete vagou pelo Atlântico Norte. Em sua penultima saída, rumou em direção ao sul, passando pela costa de Portugal, chegando até o Marrocos. Na oitava e última saída, rumou para região central do Atlântico Norte aonde foi afundado.

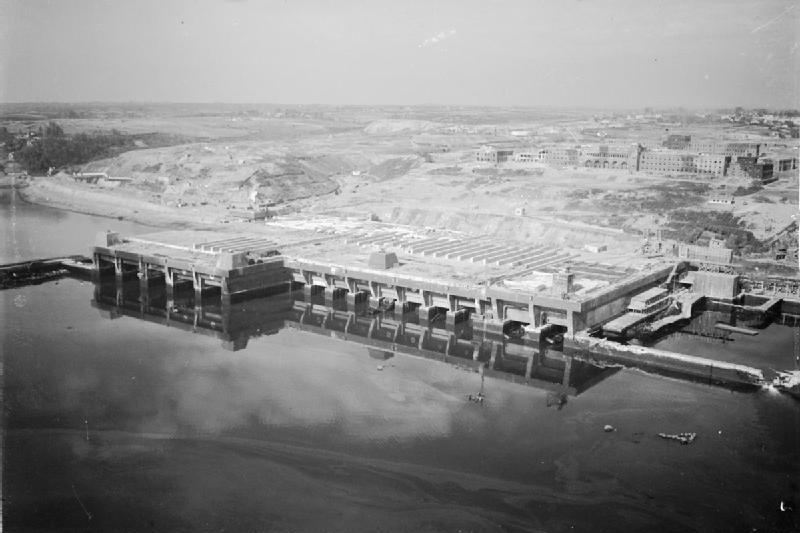
Base de U-Boots em Brest, França.

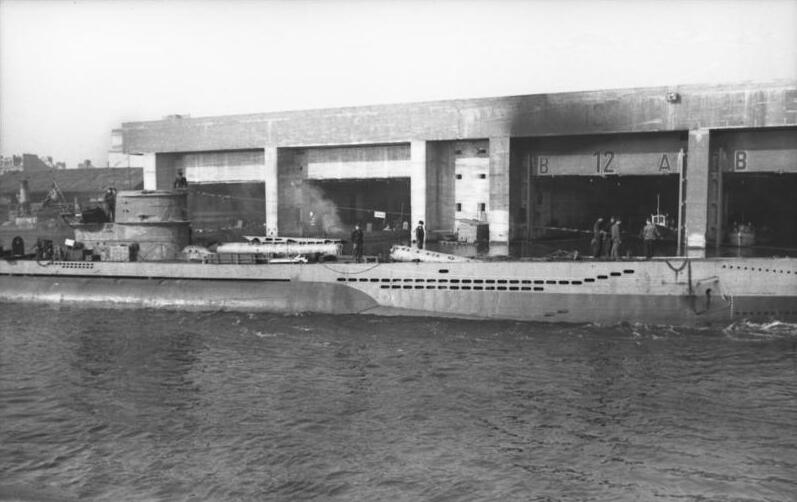
Base de U-Boots em Saint-Nazaire, França.

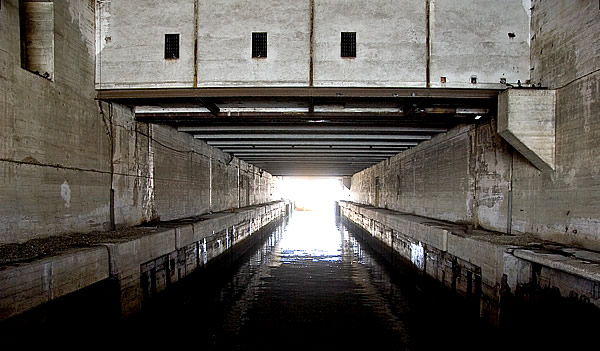
Casamata para proteção dos U-Boots na base de La Pallice, França.

|       | Comandante          | Partida                 | Partida                | Chegada                | Chegada       | Dias     | Tonelagem afundada |
| ----- | ------------------- | ----------------------- | ---------------------- | ---------------------- | ------------- | -------- | ------------------ |
|       | Heinz-Otto Schultze | 30 de julho de 1941     | Kiel (Alemanha)        | 31 de julho de 1941    | Horten        | 2        |                    |
|       | Heinz-Otto Schultze | 9 de agosto de 1941     | Horten (Noruega)       | 12 de agosto de 1941   | Trondheim     | 4        |                    |
| 1     | Heinz-Otto Schultze | 25 de agosto de 1941    | Trondheim (Noruega)    | 19 de setembro de 1941 | Brest         | 26       | 10 778             |
| 2     | Heinz-Otto Schultze | 11 de outubro de 1941   | Brest (França)         | 2 de novembro de 1941  | Saint-Nazaire | 23       | 19 818             |
| 3     | Heinz-Otto Schultze | 10 de dezembro de 1941  | Saint-Nazaire (França) | 23 de dezembro de 1941 | La Pallice    | 14       |                    |
| 4     | Heinz-Otto Schultze | 21 de janeiro de 1942   | La Pallice (França)    | 16 de março de 1942    | La Pallice    | 55       | 25 107             |
| 5     | Heinz-Otto Schultze | 30 de abril de 1942     | La Pallice             | 2 de julho de 1942     | La Pallice    | 64       | 21 776             |
| 6     | Heinz-Otto Schultze | 15 de agosto de 1942    | La Pallice             | 4 de outubro de 1942   | La Pallice    | 51       | 5 868              |
| 7     | Heinz-Otto Schultze | 30 de novembro de 1942  | La Pallice             | 5 de janeiro de 1943   | La Pallice    | 37       | 310                |
| 8     | Hermann Eckhardt    | 14 de fevereiro de 1943 | La Pallice             | 11 de março de 1943    | afundado      | 26       | 1 340              |
| Total | Total               | Total                   | Total                  | Total                  | Total         | 296 dias | 84 997             |

### Navios atacados peloU-432
O contra-torpedeiro HMS Harvester (H-19) da Royal Navy, fazia parte de uma encomenda da Marinha do Brasil feita em 1936 ao estaleiro Vickers Armstrong, Barrow-in-Furness e foi batizado inicialmente como CT Juruá (H-19). Com o advento da Segunda Guerra, os navios de sua classe não foram entregues aos compradores, sendo requisitados em 4 de setembro de 1939 pelo Almirantado Britânico.
Além do contratorpedeiro que foi atacado e afundado em 11 de março de 1943, o U-432 pois a pique com tiros de canhão os barcos pesqueiros FV Foam, FV Aeolus e MFV Ben and Josephine também afundou ou danificou 19 navios mercantes entre eles destacam-se:
| Data                 | Comandante          | Nome do navio     | Toneladas | Nacionalidade  | Comboio                                    |
| -------------------- | ------------------- | ----------------- | --------- | -------------- | ------------------------------------------ |
| 10 setembro de 1941  | Heinz-Otto Schultze | SS Muneric        | 5 229     | Reino Unido    | Comboio SC 42 (9 - 14 setembro 1941)       |
| 17 outubro de 1941   | Heinz-Otto Schultze | MV Barfonn        | 9 739     | Noruega        | Comboio SC 48 (15 - 17 de outubro de 1941) |
| 17 outubro de 1941   | Heinz-Otto Schultze | SS Evros          | 5 283     | Grécia         | Comboio SC 48 (15 - 17 de outubro de 1941) |
| 15 fevereiro de 1942 | Heinz-Otto Schultze | SS Buarque        | 5 229     | Brasil         |                                            |
| 18 fevereiro de 1942 | Heinz-Otto Schultze | SS Olinda         | 4 053     | Brasil         |                                            |
| 19 fevereiro de 1942 | Heinz-Otto Schultze | SS Miraflores     | 2 158     | Reino Unido    |                                            |
| 27 fevereiro de 1942 | Heinz-Otto Schultze | SS Marore         | 8 215     | Estados Unidos |                                            |
| 9 junho de 1942      | Heinz-Otto Schultze | SS Kronprinsen    | 7 073     | Noruega        | Comboio BX-23A (9 de junho de 1942)        |
| 9 junho de 1942      | Heinz-Otto Schultze | SS Malayan Prince | 8 593     | Reino Unido    | Comboio BX-23A (9 de junho de 1942)        |

SS (steam ship) - navio a vapor 

MV (motor vessel) - barco a motor

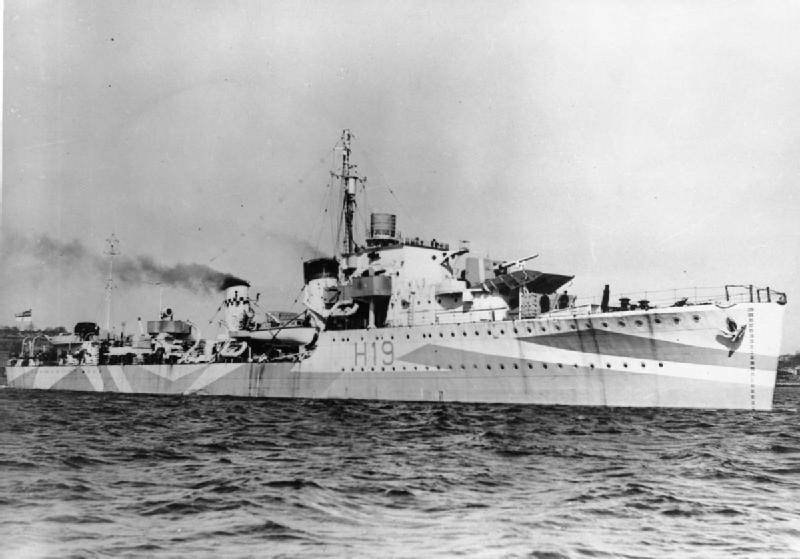
Contratorpedeiro HMS Harvester (H-19) último navio afundado pelo U-432.

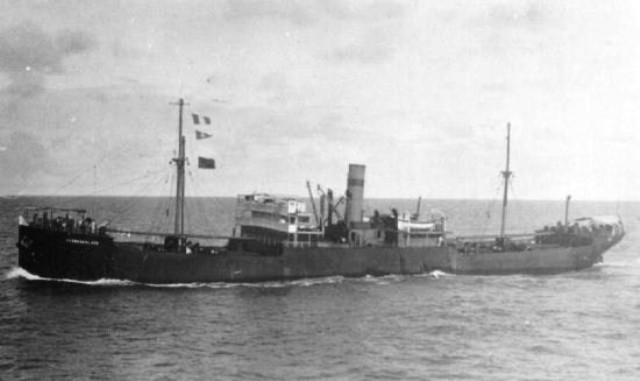
Navio mercante Olinda.

FV (fishing vessel) - barco de pesca 

HMS (Her Majesty's Ship) - navio de sua majestade, prefixo dos navios pertencentes a Marinha Real Britânica

### Operações conjuntas de ataque
O U-432 participou dos seguinte operações de ataque combinado durante a sua carreira:
- Markgraf (28 de agosto de 1941 - 14 de setembro de 1941)
- Reissewolf (21 de outubro de 1941 - 28 de outubro de 1941)
- Pfadfinder (21 de maio de 1942 - 27 de maio de 1942)
- Lohs (23 de agosto de 1942 - 22 de setembro de 1942)
- Sturmbock (23 de fevereiro de 1943 - 26 de fevereiro de 1943)
- Wildfang (26 de fevereiro de 1943 - 5 de março de 1943)
- Westmark (6 de março de 1943 - 11 de março de 1943)

Rudeltaktik (em alemão) também conhecida como Wolf pack (em inglês) foi uma tática de combate para ações conjuntas usada pelos submarinos da Kriegsmarine na Batalha do Atlântico e Marinha dos Estados Unidos na Guerra do Pacífico durante a Segunda Guerra Mundial. A tática copia o modelo de ataque utilizado por uma mantilha de lobos.